# Ninai Games
Ninai Games was een Fins computerspelontwikkelaar opgericht als Detonium Interactive, Ltd. in 1998.

## Games
- Drop Mania
- Puzzle Station
- Rampage Puzzle Attack
- Toy Golf
- Super Drop Mania